# Cmentarz żydowski w Daleszycach
Cmentarz żydowski w Daleszycach – kirkut znajdujący się w Daleszycach. Leży na południowy wschód od miejscowości przy drodze prowadzącej do Staszowa, obok dawnego katolickiego cmentarza cholerycznego. Obecnie brak jest jakichkolwiek śladów wskazujących na grzebalny charakter miejsca. Cmentarz ma powierzchnię 1 ha. 
Cmentarz istniał jeszcze przed powstaniem gminy wyznaniowej w 1869. Powstał w 1823 i przypuszczalnie pełnił wtedy rolę epidemicznego. Tuż po II wojnie światowej kirkut uległ znacznej dewastacji. Wyrwane macewy posłużyły przy odbudowie murowanej zabudowy miejscowości. Obiekt zamknięto dla celów grzebalnych w 1964. W latach 80. rozgrabiono pozostałości nagrobków. Obecnie brak na cmentarzu jakichkolwiek fragmentów nagrobków.